# FV 1912 Wiesental
Der Fußballverein 1912 Wiesental e. V. ist ein deutscher Sportverein mit Sitz im Waghäuseler Stadtteil Wiesental im baden-württembergischen Landkreis Karlsruhe. Aus dem einstigen Monoverein mit nur einer Sportart Fußball ist ein moderner Mehrspartenverein mit einem breitgefächerten Angebot geworden. Mit Gründung am 12. Januar 1968 entwickelte sich die Abteilung Tischtennis zum sportlichen Aushängeschild.

## Geschichte

### Gründung bis Nachkriegszeit
Der Verein wurde am 19. März 1912 gegründet. Im Jahr 1930 wurde das Sportheim an der Kirrlacher Straße gebaut und damit standen den „Zwölfern“ ein Gastraum, eine Hausmeisterwohnung und Umkleide- wie Duschräume zur Verfügung. Mitte Mai 1937 wurde das 25-jährige Bestehen mit einer Festwoche gefeiert. 

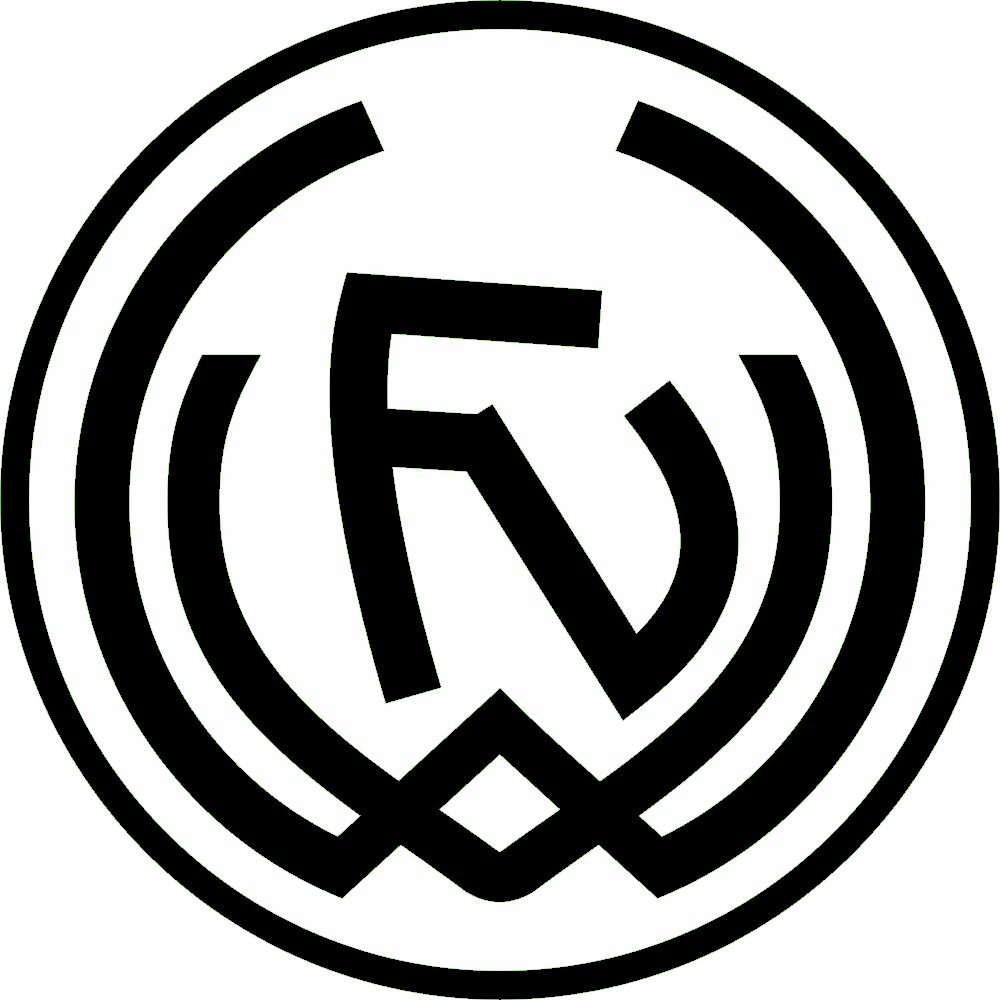
Logo des FV Wiesental in der ersten Hälfte des 20. Jahrhunderts

In der Saison 1940/41, mitten im Zweiten Weltkrieg, wurde der FV 1912 Meister der A-Klasse und verpassten nur knapp nach einer 3:4-Niederlage gegen den VfL Neckarau das Endspiel um den badischen Verbandspokal gegen den SV Waldhof. 
Die Fußball-Mannschaft stieg nach dem Zweiten Weltkrieg zur Saison 1946/47 in die zu dieser Zeit zweitklassige Landesliga Nordbaden auf. Mit 13:47 Punkten am Ende der Saison in der Gruppe Süd, konnte der Verein die Klasse jedoch nicht halten und musste somit wieder absteigen. Ab der Saison 1950/51 bis einschließlich des Spieljahres 1974/75 gehörte der FV Wiesental der 2. Amateurliga Mittelbaden an. Der sportliche Höhepunkt war der 3:0-Sieg am 17. Juni 1960 in Sandhausen im Badischen Verbandspokal gegen den Altmeister Karlsruher FV. In der 1. Runde um den Süddeutschen Pokal verloren die Grün-Schwarzen am 23. Oktober 1960 das Heimspiel gegen Amicitia Viernheim aus der 2. Liga Süd mit 1:3. Im Jahr 1986 gelang dann auch nochmal die Meisterschaft in der Landesliga Mittelbaden. In der Saison 1987/88 feierte der „Zwölfer“ mit dem Gewinn des Kreispokals sowie der Vizemeisterschaft in der Fußball-Verbandsliga Baden weitere Erfolge und scheiterte nur knapp in der Relegation zum Aufstieg in die Oberliga-Baden-Württemberg.
Am 25. September 1971 erfolgte die Grundsteinlegung für das bisher größte Bauprojekt in der über hundertjährigen Vereinsgeschichte: Es wurde ein neues Stadion im Gewann „Brühl“ mit Clubhaus und Sporthalle in Angriff genommen. Letztendlich konnte am 23. Mai 1975 das neue Zwölfer-Sportzentrum mit anfangs zwei Fußballplätzen, einer Sporthalle, einer Zweier-Kegelbahn-Anlage, zweier Wohnungen sowie einer geräumigen Gaststätte eingeweiht werden.

### Heutige Zeit

#### Abteilung Fußball

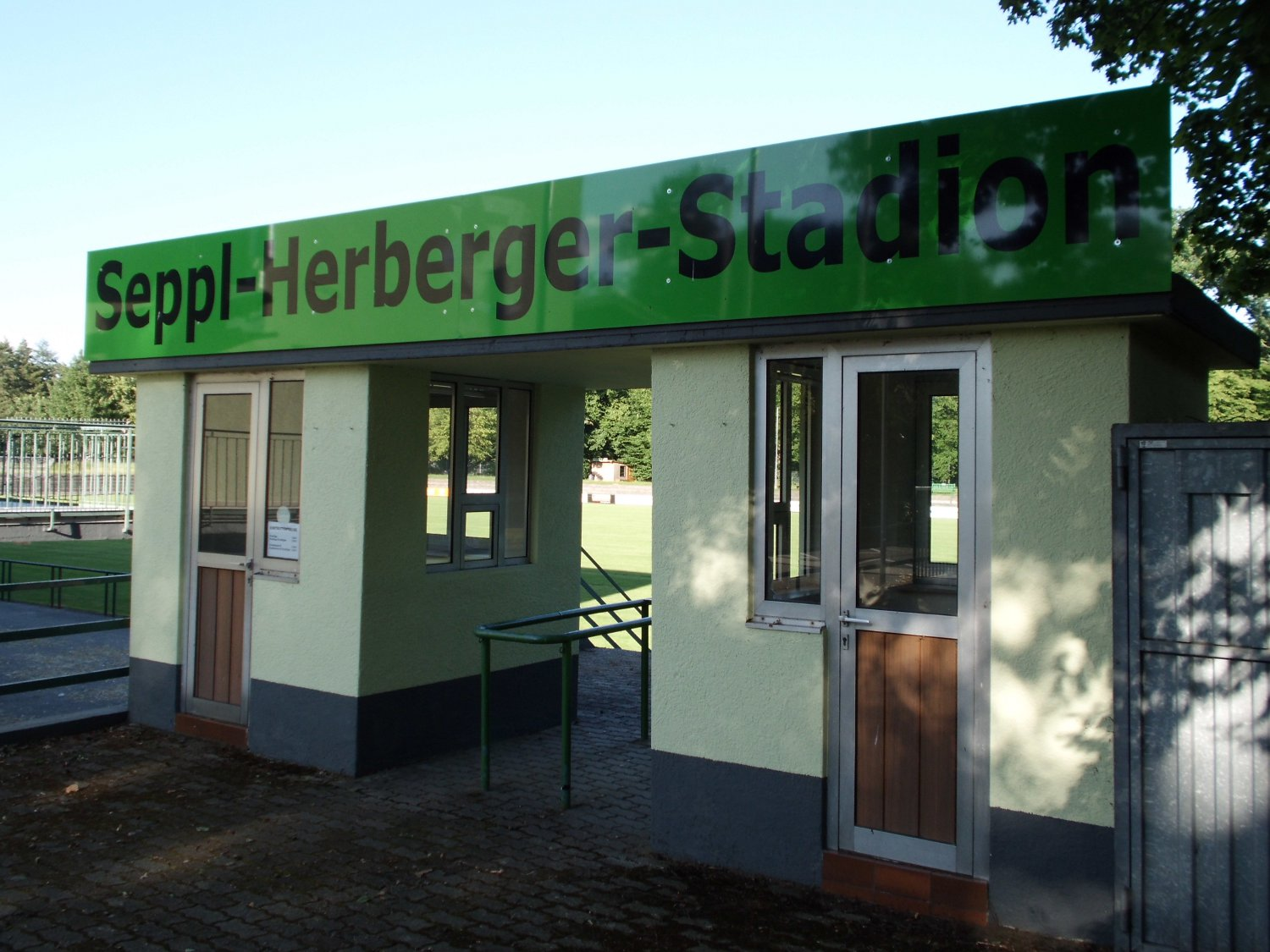
Seppl-Herberger-Stadion in Wiesental, Waghäusel

Die Fußball-Mannschaft spielte in der Saison 2003/04 in der Bezirksliga Bruchsal und belegte dort mit 53 Punkten den fünften Platz. Aus dieser Liga wurde zur nächsten Saison die Kreisliga Bruchsal, welche der Verein mit 64 Punkten auf dem vierten Platz abschließen konnte. Diese Spielklasse musste der Verein dann nach der Saison 2013/14 mit nur 24 Punkten und den dadurch bedingten 14. Platz in Richtung Kreisklasse A verlassen. Aus dieser Liga konnte der Verein mit 66 Punkten über den zweiten Platz jedoch auch sofort wieder aufsteigen. Am Ende der Aufstiegssaison gelang dann sogar mit dem Vizemeistertitel gleich die Qualifikation für die Relegation zum Aufstieg in die Landesliga Mittelbaden. Hier unterlag der Verein jedoch dem VfR Kronau mit 1:3. Somit spielt der Verein auch noch bis heute in der Kreisliga Bruchsal.
Der amtierende Präsident Manfred Schweikert übt dieses Amt bereits seit Oktober 1997 aus; zuvor war er schon als Fußball-Jugendleiter (1973–81) und als Schriftführer (1981–86) für die Grün-Schwarzen im Einsatz gewesen und wurde unter anderem mit der Goldenen Ehrennadel des Badischen Fußballverbandes ausgezeichnet.

#### Abteilung Tischtennis
Gestartet wurde 1968 mit zwei Mannschaften in der C-Klasse sowie einer Jugendmannschaft. Schon die erste Verbandsrunde konnte mit einem Aufstieg in die B-Klasse gekrönt werden. In der Verbandsrunde 1973/74 klappte der Aufstieg in die Bezirksklasse, wo man vier Jahre spielte. Der Aufstieg in die Landesliga klappte 1977/78. Nach dem sofortigen Abstieg und der Rückkehr in die Landesliga folgte 1983 der Aufstieg in die Verbandsliga und ein Jahr später, 1984, der Aufstieg in die Badenliga. Drei Spielzeiten spielte der FV in der höchsten Staffel von Baden um dann 1986/87 den nächsten Aufstieg in die Oberliga Baden-Württemberg zu verwirklichen. Acht Runden agierten die Tischtennis-Cracks aus Wiesental in der Oberliga um dann unter Abteilungsleiter Werner Käpplein und Mitstreiter Heinrich Wagenhan in der Saison 1996/97 sogar den Aufstieg in die Regionalliga Süd zu schaffen. Star des FV-Teams war zu dieser Zeit der junge chinesische Ballkünstler Quing Yu Meng, welcher aktuell (2019/20) die Bundesligamannschaft des TTC RhönSprudel Fulda-Maberzell trainiert.
Zur Saison 2003/04 war man aus finanziellen Gründen gezwungen die Mannschaften aus den höherklassigen Ligen zurückzuziehen, um in der Kreisliga einen Neustart anzugehen. Im Januar 2018 feierte die Tischtennis-Abteilung des FV mit einem Festbankett, Final Four, Revivial mit Ehemaligen und dem Tischtennisturnier „The Winner takes it all“ ihr 50-jähriges Bestehen. Aktuell, 2020/21, wurde von Abteilungsleiter TT und Vizepräsident Wettkampfsport Robert Tomic, die 1. Mannschaft für die Verbandsliga, die 2. Herrenmannschaft für die Verbandsklasse Süd und die 3. Mannschaft für die Bezirksliga Mitte gemeldet.

#### Weitere Abteilungen
- Ski und Freizeit
- Kienholzclub
- Gymwelt für Erwachsene, Kinderturnen, Tanzgruppen

## Persönlichkeiten im Fußball
- Eugen Fischer (1919–2010), Fußballtrainer
- Rudolf Bast (1937–2019), Fußballtrainer
- Hans-Günther Kroth (* 1949), Spielertrainer
- Jürgen Weidlandt (1940–1999), Fußballtrainer
- Erich Hermesdorf (* 1944), Fußballtrainer[12]
- Johann Herberger (1919–2002), Fußballspieler in der Jugendabteilung